# Пеліка

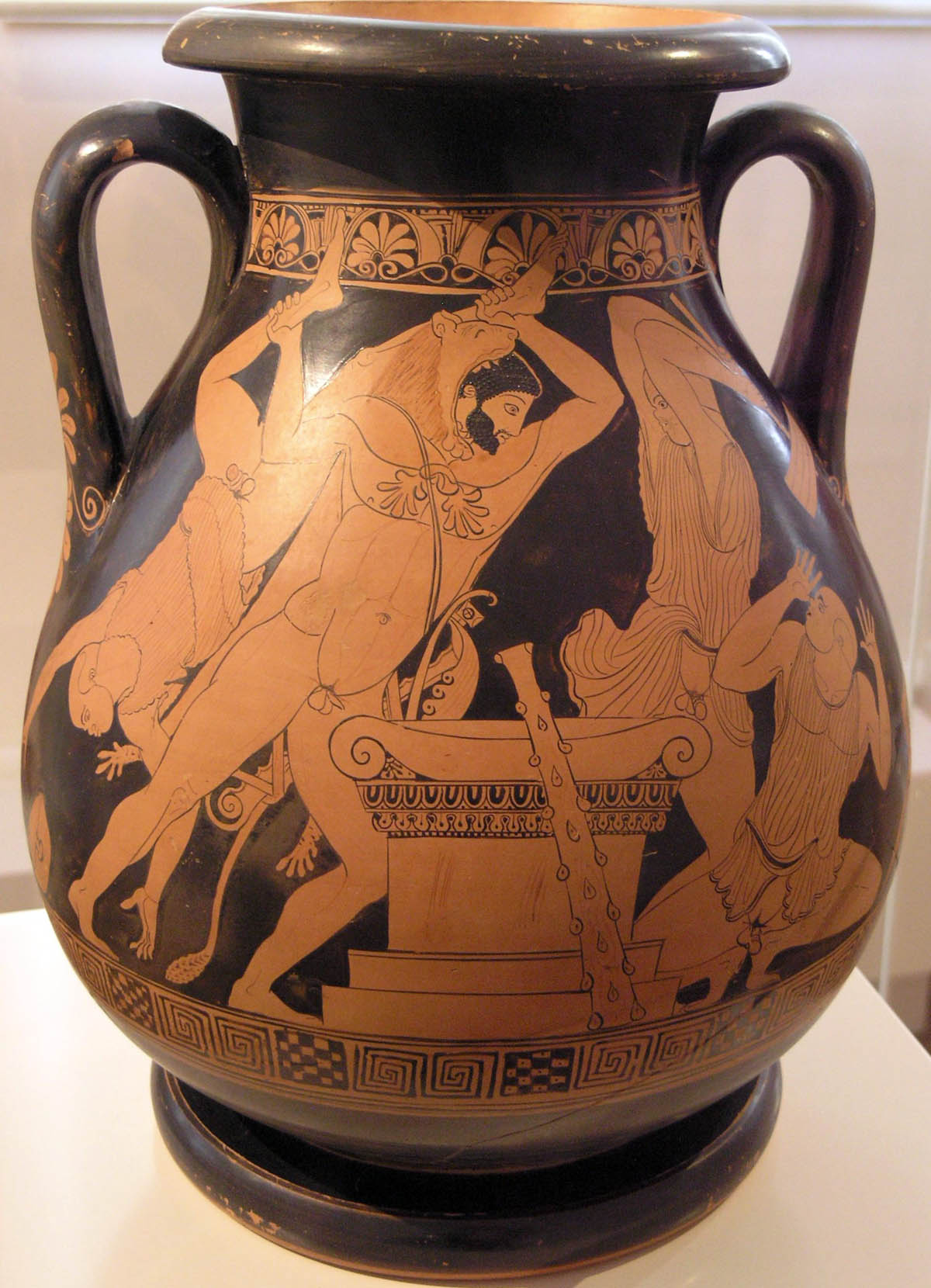
Боротьба Геракла та Бусіріса, Вазописець Пана, археологічний музей Афін

Пеліка (грец. πελίκη) — давньогрецька посудина, поширена в Аттиці форма амфори. В Аттиці їх також називали стамносами.
Пеліка на відміну від звичайних амфор має підставку, яка дозволяє їй зберігати вертикальне положення. У пелік зазвичай були дві ручки, але не було кришки. Як правило, вони відрізняються плавної формою переходу від вінчика до круглого корпусу. Шийка досить розширена до кромки.
Вперше пеліки з'явилися наприкінці VI століття до н. е. в майстернях, так званої, «групи піонерів» — вазописців червонофігурного стилю. Пеліки використовувалися, в першу чергу, на сімпосіях.